# Université Côte-d'Azur
L'Université Côte-d'Azur è un'università pubblica di ricerca situata a Nizza, in Francia, con sedi distaccate in zone limitrofe. Nel 2019 ha sostituito l'Università di Nizza Sophia Antipolis e conta quasi 30.000 studenti, di cui il 20% sono stranieri. I suoi campus universitari si trovano in varie città del dipartimento delle Alpi Marittime (Nizza, Cannes, Grasse, Mentone), nonché nel parco tecnologico Sophia-Antipolis.